# Stadion Gradski (Nikšić)
Het Stadion Gradski (Stadion kraj Bistrice) is een multifunctioneel stadion in Nikšić, een plaats in Montenegro. 
Het stadion wordt vooral gebruikt voor voetbalwedstrijden, de voetbalclub FK Sutjeska Nikšić maakt gebruik van dit stadion. In het stadion is plaats voor 6.180 toeschouwers. Het stadion werd in 2008-09 gerenoveerd.